# Логарифмическая амплитудно-фазовая частотная характеристика

ЛАФЧХ фильтра нижних частот (ФНЧ) 1-го порядка с коэффициентом передачи равным 1 в полосе пропускания и частотой среза 1 рад/с

Логарифми́ческая амплиту́дно-фа́зовая часто́тная характери́стика (распространённая аббревиатура — ЛАФЧХ, в иностранной литературе часто называют диаграммой Бо́де или графиком Боде) — представление частотного отклика линейной стационарной системы в логарифмическом масштабе.

## Введение
ЛАФЧХ строится в виде двух графиков: логарифмической амплитудно-частотной характеристики и логарифмической фазо-частотной характеристики, которые обычно располагают друг под другом.

### ЛАЧХ
ЛАЧХ — это зависимость отношения амплитуды установившихся колебаний выхода системы (в частных случаях напряжения, тока или мощности) устройства к амплитуде гармонической функции на входе, ({\displaystyle 20\cdot \lg(|A_{out}|/|A_{in}|)}, для мощности {\displaystyle 10\cdot \lg(|P_{out}|/|P_{in}|)}, от частоты входа в логарифмическом масштабе.

#### Масштаб по оси абсцисс ЛАЧХ
По оси абсцисс откладывается частота в логарифмическом масштабе, единица измерения — безразмерная величина:
- декада (дек): 1 декада равна изменению частоты в 10 раз.
- октава(окт): 1 октава равна изменению частоты в 2 раза.

#### Масштаб по оси ординат ЛАЧХ
По оси ординат откладывается амплитуда выходного сигнала в логарифмических безразмерных величинах:
- децибел (дБ) (десятая часть бела) — это логарифм отношения мощностей (10 децибел равно изменению в 10 раз), либо силовых характеристик (20 децибел равно изменению в 10 раз).

- непер (Нп): 1 непер равен изменению амплитуды сигналов в е раз

### ЛФЧX
ЛФЧХ — это зависимость разницы фаз выходного и входного сигналов от частоты в полулогарифмическом масштабе
- по оси абсцисс откладывается частота в логарифмическом масштабе (в декадах или октавах)
- по оси ординат откладывается выходная фаза в угловых градусах или радианах.

Неперы и октавы в настоящее время являются устаревшими и практически не используются.
Причины построения амплитудных и фазных характеристик в логарифмическом масштабе — возможность исследования характеристик в большом диапазоне.

### Асимптотические ЛАЧХ и ЛФЧХ
Собственно ЛАЧХ и ЛФЧХ мало используются на практике.
Для более наглядного анализа характеристик применяются их модифицированные варианты — асимптотическая логарифмическая амплитудно-частотная характеристика (АЛАЧХ) и асимптотическая логарифмическая фазо-частотная характеристика (АЛФЧХ), при этом кривая заменяется отрезками ломаной прямой. Обычно слово «асимптотическая» опускают, но всегда надо помнить, что АЛАЧХ (АЛФЧХ) и ЛАЧХ (ЛФЧХ) — это разные характеристики.
Анализ систем с помощью АЛФЧХ весьма прост и удобен, поэтому находит широкое применение в различных отраслях техники, таких, как цифровая обработка сигналов, электротехника и теория управления.

## Названия
В западной литературе используется название диаграмма Бо́де или график Боде, по имени выдающегося инженера Хенрика Боде (англ. Hendrik Wade Bode).
В инженерных кругах название обычно сокращается до ЛАХ.
В пакете прикладных программ для инженерных вычислений GNU Octave и MATLAB для построения ЛАФЧХ используется функция bode.

## Использование

### Свойства и особенности
Если передаточная функция системы является рациональной, тогда ЛАФЧХ может быть аппроксимирована прямыми линиями. Это удобно при рисовании ЛАФЧХ вручную, а также при составлении ЛАФЧХ простых систем.
С помощью ЛАФЧХ удобно проводить синтез систем управления, а также цифровых и аналоговых фильтров: в соответствии с определёнными критериями качества строится желаемая ЛАФЧХ, аппроксимированная с помощью прямых линий, которая затем разбивается на ЛАФЧХ отдельных элементарных звеньев, из которых восстанавливается передаточная функция системы (регулятора) или фильтра.

#### ЛАЧХ
На графике ЛАЧХ абсциссой является частота в логарифмическом масштабе, по оси ординат отложена амплитуда передаточной функции в децибелах.
Представление АЧХ в логарифмическом масштабе упрощает построение характеристик сложных систем, так как позволяет заменить операцию перемножения АЧХ звеньев сложением, что вытекает из свойства логарифма:
{\displaystyle \lg(a\cdot b)=\lg(a)+\lg(b)}.

#### ФЧХ
На графике фазо-частотной характеристики абсциссой является частота в логарифмическом масштабе, по оси ординат отложен фазовый сдвиг выходного сигнала системы относительно входного (обычно в градусах).
Также возможен вариант, когда по оси ординат откладывается фазовый сдвиг в логарифмическом масштабе, в этом случае характеристика будет называться ЛФЧХ.

#### Случай минимально фазовых систем
Амплитуда и фаза системы редко меняются независимо друг от друга — при изменении амплитуды меняется и фаза, и наоборот. Для минимально фазовых систем ЛФЧХ и ЛАЧХ могут быть однозначно определены друг из друга с помощью преобразования Гильберта — Уорренгтона.

### Построение ЛАФЧХ
Основная идея основывается на следующем математическом правиле сложения логарифмов. Если передаточную функцию можно представить в виде дробно-рациональной функции
{\displaystyle f(x)=A\prod (x+c_{n})^{a_{n}}},
то:
{\displaystyle \log(f(x))=\log(A)+\sum a_{n}log(x+c_{n})}
После разбиения передаточной функции на элементарные звенья можно построить ЛАФЧХ каждого отдельного звена, а результирующую ЛАФЧХ получить простым сложением.

#### Построение асимптотической ЛАЧХ (аппроксимацияЛАЧХпрямымилиниями)
При построении ЛАЧХ для оси ординат обычно используется масштаб {\displaystyle 20\cdot \operatorname {lg} (X)}, то есть значение АЧХ, равное 100, превращается в 40 децибел шкалы ЛАЧХ. Если передаточная функция имеет вид:
{\displaystyle H(s)=A\cdot \prod {\frac {(s+x_{n})^{a_{n}}}{(s+y_{n})^{b_{n}}}}}
где {\displaystyle \ s} — комплексная переменная, которую можно связать с частотой, используя следующую формальную замену: {\displaystyle s=j\omega \ }, {\displaystyle \ x_{n}} и {\displaystyle \ y_{n}} — константы, а {\displaystyle \ H} — передаточная функция. Тогда построить ЛАЧХ можно, используя следующие правила:
- в каждом {\displaystyle \ s}, где {\displaystyle \omega \ =x_{n}} (ноль), наклон линии увеличивается на {\displaystyle (20\cdot a_{n})} дБ на декаду.

- в каждом {\displaystyle \ s}, где {\displaystyle \omega \ =y_{n}} (полюс), наклон линии уменьшается на {\displaystyle (20\cdot b_{n})} дБ на декаду.

- Начальное значение графика можно найти простой подстановкой значения круговой частоты {\displaystyle \omega \ } в передаточную функцию.

- Начальный наклон графика зависит от числа и порядка нулей и полюсов, которые меньше начального значения частоты. Он может быть найден с помощью первых двух правил.

- В случае наличия комплексно-сопряжённых нулей или полюсов необходимо использовать звенья второго порядка, {\displaystyle x^{2}+ax+b}, наклон меняется в точке {\displaystyle {\sqrt {b}}} сразу на {\displaystyle (40\cdot a_{n})} дБ на декаду.

#### Корректировка аппроксимированной ЛАЧХ
Для корректировки ЛАЧХ, аппроксимированную прямыми линиями, надо:
- в каждом нуле поставить точку на {\displaystyle 3\cdot a_{n}\ } дБ выше линии ({\displaystyle 6\cdot a_{n}\ } дБ для двух комплексно-сопряжённых нулей)

- в каждом полюсе поставить точку на {\displaystyle 3\cdot a_{n}\ } дБ ниже линии ({\displaystyle 6\cdot a_{n}\ } дБ для двух комплексно-сопряжённых полюсов)

- плавно соединить точки, используя прямые линии в качестве асимптот

#### Построение асимптотической ЛФЧХ (аппроксимация)
Для построения аппроксимированной ФЧХ используют запись передаточной функции в том же виде, что и для ЛАЧХ:
{\displaystyle H(s)=A\prod {\frac {(s+x_{n})^{a_{n}}}{(s+y_{n})^{b_{n}}}}.}
Основной принцип построения ФЧХ — начертить отдельные графики для каждого полюса или нуля, затем сложить их. Точная кривая фазо-частотной характеристики задаётся уравнением:
{\displaystyle \varphi =\operatorname {arctg} \left({\frac {\Im (H(j\omega ))}{\Re (H(j\omega ))}}\right).}
Для того, чтобы нарисовать ФЧХ для каждого полюса или нуля, используют следующие правила:
- если {\displaystyle \ A} положительно, начать линию (с нулевым наклоном) в 0 градусов,
- если {\displaystyle \ A} отрицательно, начать линию (с нулевым наклоном) в 180 градусов,
- для нуля сделать наклон линии вверх на {\displaystyle 45\cdot a_{n}} ({\displaystyle 90\cdot a_{n}} для комплексно сопряжённого) градусов на декаду начиная с {\displaystyle \omega ={\frac {x_{n}}{10}},}
- для полюса наклонить линию вниз на {\displaystyle 45\cdot b_{n}} ({\displaystyle 90\cdot b_{n}} для комплексно сопряжённого) градусов на декаду начиная с {\displaystyle \omega ={\frac {y_{n}}{10}},}
- обнулить наклон снова когда фаза изменится на {\displaystyle 90\cdot a_{n}} градусов для простого нуля или полюса и на {\displaystyle 180\cdot a_{n}} градусов для комплексно-сопряжённого нуля или полюса,
- сложить все линии и нарисовать результирующую.

### Анализ устойчивости по ЛАФЧХ
Ниже представлена таблица, в которую помещены передаточные функции и ЛАФЧХ некоторых типовых элементарных звеньев. Большая часть линейных стационарных систем может быть представлена в виде соединения таких звеньев. В таблице {\displaystyle \ s} — комплексная переменная.

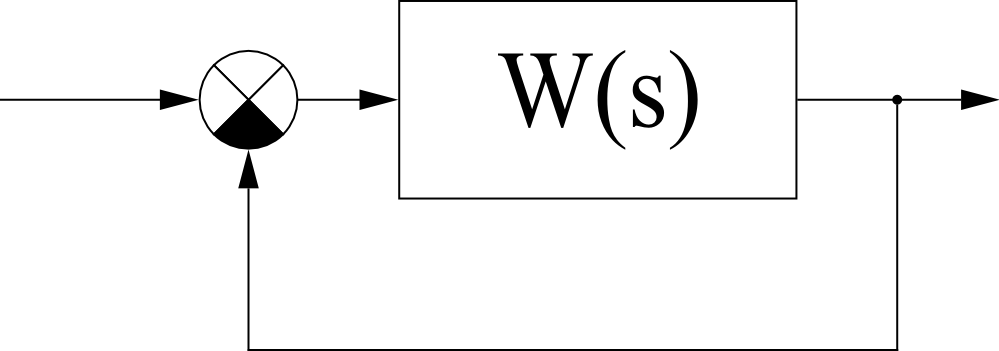
Замкнутая система; передаточная функция разомкнутой системы — W(s).

| № | Звено                                                          | Передаточная функция                                  | ЛАФЧХ | Примечания                                          |
| - | -------------------------------------------------------------- | ----------------------------------------------------- | ----- | --------------------------------------------------- |
| 1 | пропорциональное                                               | {\displaystyle \ K}                                   |       | {\displaystyle \ K=100}                             |
| 2 | идеальное интегрирующее                                        | {\displaystyle \ 1/s}                                 |       |                                                     |
| 3 | идеальное дифференцирующее                                     | {\displaystyle \ s}                                   |       |                                                     |
| 4 | апериодическое (реальное интегрирующее)                        | {\displaystyle {\frac {1}{Ts+1}}}                     |       | {\displaystyle \ T=0,01}                            |
| 5 | колебательное                                                  | {\displaystyle {\frac {1}{T^{2}s^{2}+2\;\xi \ Ts+1}}} |       | {\displaystyle \ T=0,01} {\displaystyle \xi \ =0.1} |
| 6 | неустойчивое апериодическое                                    | {\displaystyle {\frac {1}{Ts-1}}}                     |       | {\displaystyle \ T=0,01} неминимально- фазовое      |
| 7 | дифференцирующее первого порядка (форсирующее первого порядка) | {\displaystyle \ Ts+1}                                |       | {\displaystyle \ T=0,01}                            |
| 8 | форсирующее второго порядка                                    | {\displaystyle \ T^{2}s^{2}+2\;\xi \ Ts+1}            |       | {\displaystyle \ T=0,01} {\displaystyle \xi \ =0.1} |
| 9 | чистого запаздывания                                           | {\displaystyle \ e^{-sT}}                             |       | {\displaystyle \ T=0.0001}                          |

### Обоснование
В основе определения устойчивости системы рассматривается модель в виде звена, охваченного отрицательной обратной связью и возможность её вхождения в автоколебания (колебательная граница устойчивости). Условием автоколебаний является наличие положительной обратной связи при этом коэффициент усиления в прямой цепи должен быть не ниже единицы. Фаза выходного сигнала (описываемая фазо-частотной характеристикой) через цепь отрицательной обратной связи подаётся обратно на вход, при этом «запасом по фазе» называется дополнительный сдвиг по фазе, который должен быть на выходе, чтобы получилась положительная обратная связь. Коэффициент передачи в прямой ветви описывается амплитудно-частотной характеристикой, при этом частота, которой соответствует единичное усиление называется «частотой среза», на ЛАЧХ частота среза-это точка пересечения характеристики с осью абсцисс. Графически запас по фазе определяется как разность между фазой, равной π радиан (180°), и фазой на частоте среза (условие образования положительной обратной связи); «запас по амплитуде» — расстояние по оси амплитуд от точки частоты среза до амплитуды при угле π радиан (условие единичного коэффициента в прямой ветви).

### Алгоритм вычисления
Для определения устойчивости замкнутой системы строится ЛАФЧХ разомкнутой системы (см. рис.). После этого необходимо найти частоту среза ωср, решив уравнение {\displaystyle A(\omega _{cp})=0} (здесь и далее {\displaystyle A(\omega )=20\lg |W(j\omega )|}; если корней несколько, необходимо выбрать наибольший корень), и частоту ωв — максимальную из частот, для которых {\displaystyle \varphi (\omega )=-180^{\circ }}. Тогда {\displaystyle \Delta A=A(\omega _{B})} — запас устойчивости по амплитуде, {\displaystyle \Delta \varphi =\varphi (\omega _{cp})+180^{\circ }} — запас устойчивости по фазе. Если эти запасы отрицательны, то замкнутая система неустойчива; если равны нулю — находится на границе устойчивости.
Данный алгоритм применим только к минимально фазовым системам. В других случаях для определения устойчивости можно использовать критерии устойчивости Найквиста — Михайлова и Рауса — Гурвица.